# 霞浦县第十一中学
27°2′46.7591″N 119°51′55.8215″E / 27.046321972°N 119.865505972°E
霞浦县第十一中学，简称霞浦十一中，是一所位于福建省霞浦县柏洋乡的全日制初级中学。
霞浦十一中成立于1978年，坐落于董墩村66号，是一所初级中学，也是柏洋乡仅有的两所初级中学（另一所为霞浦县横江中学）。